# Penny

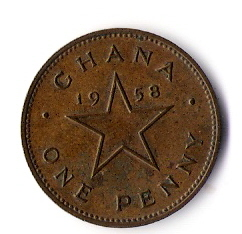
Penny của Ghana

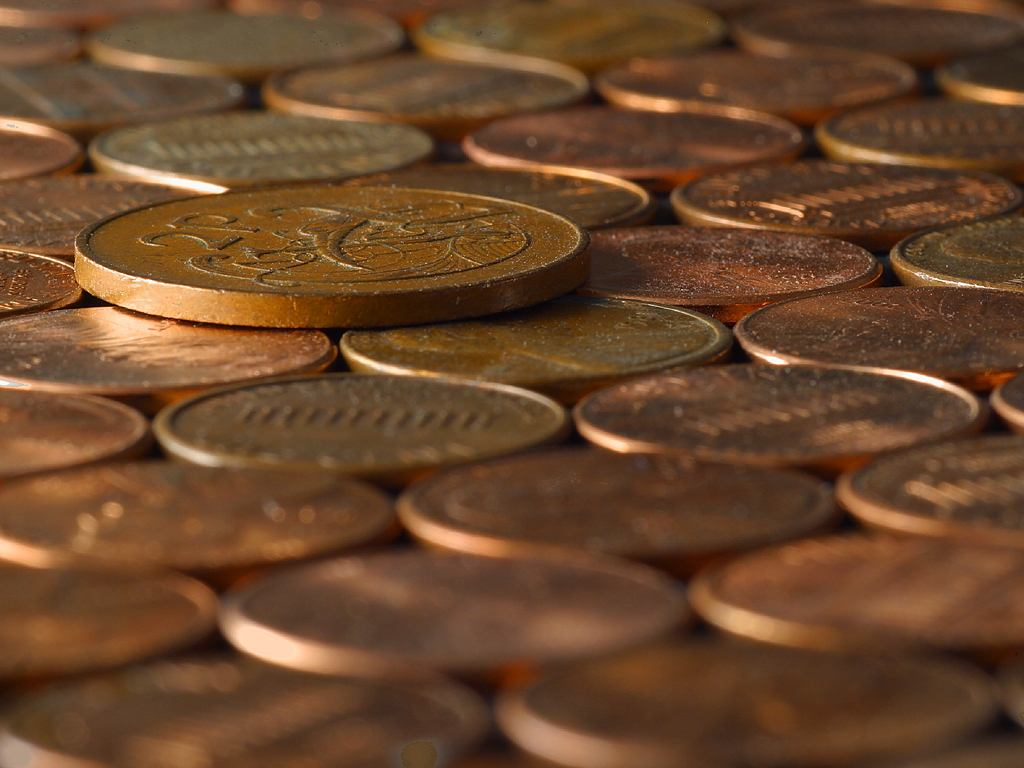
A variety of the low-value coins, including an (historical) Irish 2 pence piece and many United States pennies

Penny là một đồng xu hoặc một loại tiền tệ được sử dụng ở một số nước nói tiếng Anh. Nó thường là các mệnh giá nhỏ nhất trong một hệ thống tiền tệ; trong đó, quaters  tương ứng với 25 cent (xu),  dime tương ứng với 10 cent (xu), nikel  tương ứng với 5 cent (xu) còn penny tương ứng với 1 cent (xu),

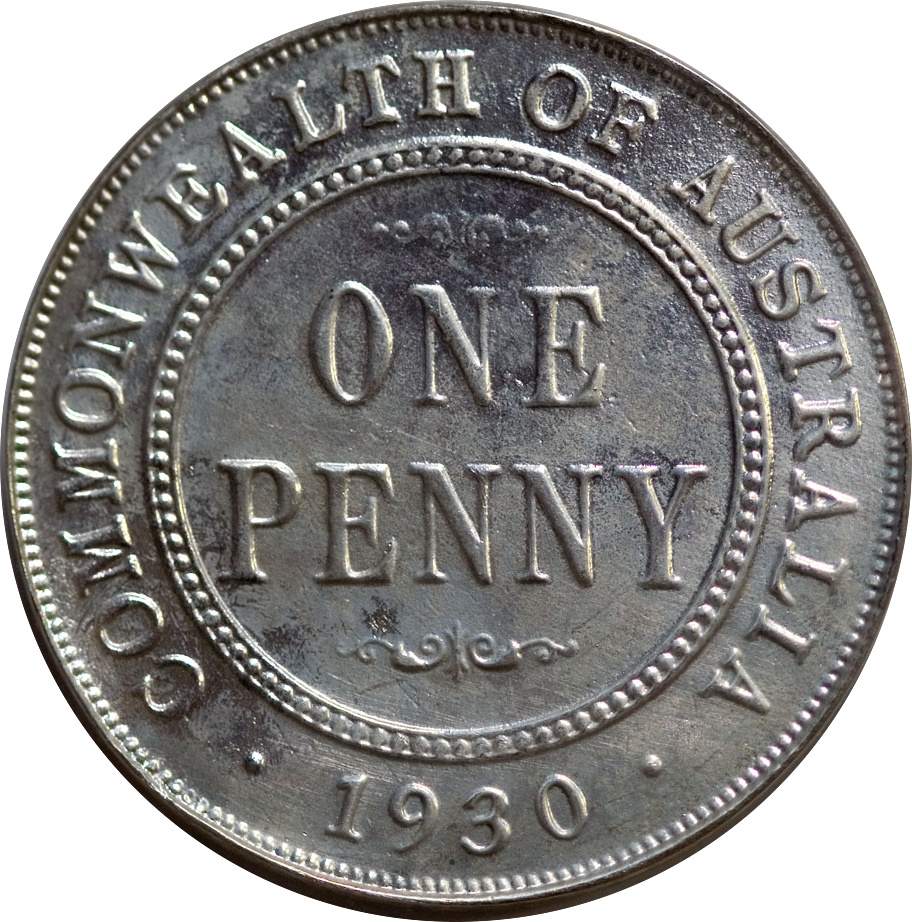
A silver copy of the rare and valuable 1930 Australian penny

## Từ nguyên
Từ penny trong tiếng Anh cổ là penig, pening, penning và pending; trong tiếng Đức là Pfennig, trong tiếng Hà Lan tương ứng với từ penning, và trong ngôn ngữ West Frisian là peinje hoặc penje. Những từ này được cho là có nguồn gốc chung từ từ "pawn" (cầm đồ) trong tiếng Anh, tiếng Đức Pfand, và tiếng Hà Lan pand, những từ này có nghĩa là "cam kết hoặc biểu hiện".